# Arthur Baumgarten

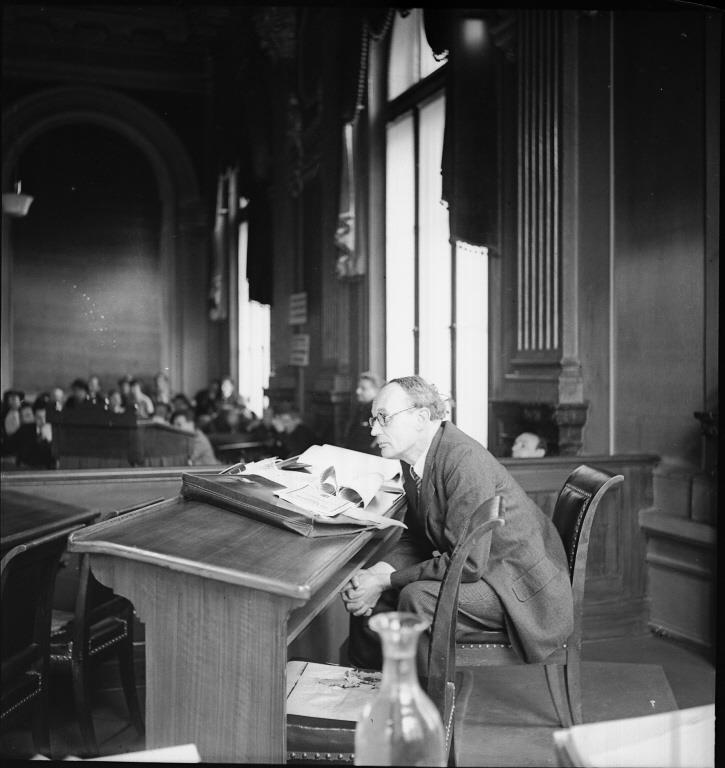
Arthur Baumgarten, 1935 Experte beim Berner Prozess

Arthur Edwin Paul Baumgarten (* 31. März 1884 in Königsberg; † 27. November 1966 in Ost-Berlin) war ein deutsch-schweizerischer Jurist, Rechtsphilosoph und Kommunist.

## Leben
Baumgarten war der Sohn des Anatomen, Pathologen und Bakteriologen Paul Clemens von Baumgarten. Er besuchte das Humanistische Gymnasium in Tübingen und erhielt dort 1902 sein Abitur. Er studierte Jura in Tübingen, Genf und Leipzig. 1907 legte er sein erstes juristisches Staatsexamen ab.
Er promovierte 1909 in Berlin bei Franz von Liszt zur Ideal- und Gesetzeskonkurrenz. Noch im gleichen Jahr erhielt er einen Ruf als außerordentlicher Professor an die Universität Genf, wo er Strafrecht lehrte. 1920 folgte ein Ruf an die Universität Köln, dieses Mal für Strafrecht und Rechtsphilosophie. Sein Interesse sollte sich in den folgenden Jahren immer stärker auf die Rechtsphilosophie ausrichten.
Von 1923 bis 1930 lehrte er in Basel. 1930 ging er nach Frankfurt am Main. Im Sommer 1933 beschloss er auf Grund der Machtergreifung der Nazis, Deutschland zu verlassen und zurück nach Basel zu gehen. Er lehrte in Basel von 1934 bis 1946 Rechtsphilosophie und allgemeine Staatslehre. 1935 unternahm er eine Studienreise in die Sowjetunion und nahm dort Kontakt zur KPD auf. 1935 war er Gutachter im Berner Prozess um die gefälschten „Protokolle der Weisen von Zion“.  1944 war er Gründungsmitglied der Partei der Arbeit der Schweiz. Gleichzeitig arbeitete er in der Bewegung Freies Deutschland in der Schweiz mit.
1946 übernahm er eine Gastprofessur in Leipzig. 1948 wurde er schließlich als ordentlicher Professor an die Berliner Universität berufen. Von 1949 bis 1952 war er der erste Rektor der neu gegründeten brandenburgischen Landeshochschule in Potsdam, der Vorläuferin der heutigen Universität Potsdam. Von 1952 bis 1960 war er Präsident der Deutschen Akademie für Staats- und Rechtswissenschaft « Walter Ulbricht » der Juristen der DDR.
Obwohl er Schweizer Staatsbürger war, blieb er bis zu seinem Tod in der DDR
Aljoscha Rompe ist der Sohn seiner Tochter.

## Ehrungen
- 1951 Nationalpreis der DDR II. Klasse.[2]
- 1954 Vaterländischen Verdienstorden in Silber.[3]
- 1954 Dr. phil. h. c. Humboldt-Universität zu Berlin.[4]
- 1958 Dr. iur. h. c. Friedrich-Schiller-Universität Jena[4]
- 1959 Hervorragender Wissenschaftler des Volkes.[2]
- 1962 Ehrenpräsident der Deutschen Sektion der Vereinigung Demokratischer Juristen.[2]
- 1964 Johannes-R.-Becher-Medaille in Gold.
- 1974 Arthur-Baumgarten-Preis. Gestiftet von der Sektion Rechtswissenschaft der Humboldt-Universität zu Berlin.[4]

## Werk
Baumgarten war vor allem Rechtsphilosoph. Das Recht verstand er immer nur im philosophischen Kontext. Er glaubte daran, dass die Philosophie die gesellschaftlichen Realitäten verändern könnte. Anfangs lehnte er den Marxismus noch ab. In seinem späteren Werk versucht er jedoch, den Sozialismus mit den Idealen der Aufklärung zu verbinden. Er tritt dafür ein, dass der Sozialismus die beste Gesellschaftsform ist, um die Werte der Freiheit und Gleichheit zu verwirklichen. Mit dieser Auffassung weicht er von den herrschenden Interpretationen des Marxismus ab. Er bleibt damit allerdings eher unbeachtet, als dass er angefeindet wird. Sein Werk ist daher auch schwer einer gewissen Strömung zuzuordnen.

## Schriften (Auswahl)
- Rechtsphilosophie auf dem Wege. Vorträge und Aufsätze aus fünf Jahrzehnten. Akademie-Verlag, Berlin 1972.
- Logik als Erfahrungswissenschaft: Studien zur Reform der Logik. Verlag Pribacis, Leipzig & Kaunas 1939.